# Mihail Mihajlovics Juzsnij
Mihail Mihajlovics Juzsnij (oroszul: Михаил Михайлович Южный; Moszkva, 1982, június 25.) orosz hivatásos teniszező. Eddigi legjobb eredményét Grand Slam-tornákon a 2006-os US Openen érte el, amikor az elődöntőig jutott, legyőzve többek között a világranglista 2. helyezett Rafael Nadalt is. A menetelését végül Andy Roddick állította meg. Pályafutása során 4 egyéni és 3 páros ATP tornagyőzelmet aratott. Juzsnijra jellemző intelligens játékstílusa és győzelmei után mutatott katonai tisztelgése a közönségnek.

## ATP döntői

### Egyéni

#### Győzelmei (5)
| Összesítés                                            | Összesítés |
| ----------------------------------------------------- | ---------- |
| Grand Slam-torna                                      | (0)        |
| ATP World Tour Masters 1000 / ATP Masters Series      | (0)        |
| ATP World Tour 500 Series / International Series Gold | (1)        |
| ATP World Tour 250 Series / International Series      | (4)        |
| ATP World Tour Finals / Tennis Masters Cup            | (0)        |

| No. | Dátum             | Helyszín                   | Borítás         | Ellenfél a döntőben | Eredmény a döntőben     |
| 1.  | 2002. július 15.  | Stuttgart, Németország     | Salak           | Guillermo Cañas     | 6-3, 3-6, 3-6, 6-4, 6-4 |
| 2.  | 2004. október 25. | Szentpétervár, Oroszország | Szőnyeg (f)     | Karol Beck          | 6-2, 6-2                |
| 3.  | 2007. február 19. | Rotterdam, Hollandia       | Kemény (fedett) | Ivan Ljubičić       | 6-2, 6-4                |
| 4.  | 2008. január 6.   | Chennai, India             | Kemény          | Rafael Nadal        | 6-0, 6-1                |
| 5.  | 2009. október 25. | Moszkva, Oroszország       | Kemény (fedett) | Janko Tipsarević    | 6–7(5), 6–0, 6–4        |

#### Elvesztett döntői (9)
| No. | Dátum                | Helyszín                                                     | Borítás         | Ellenfél a döntőben   | Eredmény a döntőben    |
| 1.  | 2002. október 28.    | Szentpétervár, Oroszország                                   | Szőnyeg (f)     | Sébastien Grosjean    | 5-7, 4-6               |
| 2.  | 2004. szeptember 20. | Peking, Kína                                                 | Kemény          | Marat Szafin          | 6-7(4), 5-7            |
| 3.  | 2007. március 3.,    | Dubaj, EAE                                                   | Kemény          | Roger Federer         | 4-6, 3-6               |
| 4.  | 2007. május 6.       | München, Németország                                         | Salak           | Philipp Kohlschreiber | 6-2, 3-6, 4-6          |
| 5.  | 2009. május 10.      | München, Németország                                         | Salak           | } Tomáš Berdych       | 6–4, 4–6, 7–6(5)       |
| 6.  | 2009. október 11.    | Tokió, Japán                                                 | Kemény          | Jo-Wilfried Tsonga    | 6–3, 6–3               |
| 7.  | 2009. november 8.    | Valencia, Spanyolország                                      | Kemény (fedett) | Andy Murray           | 6–3, 6–2               |
| 8.  | 2010. február 14.    | Rotterdam, Hollandia                                         | Kemény (fedett) | Robin Söderling       | 4-6, 0–2, visszalépett |
| 9.  | 2010. február 28.    | Barclays Dubai Tennis Championships, Egyesült Arab Emírségek | Kemény (fedett) | Novak Đoković         | 5-7, 7-5, 3-6          |

### Páros

#### Győzelmei (4)
| No. | Dátum             | Helyszín             | Borítás     | Partner               | Ellenfelei a döntőben               | Eredmény a döntőben |
| 1.  | 2005. október 17. | Moszkva, Oroszország | Szőnyeg (f) | Makszim Mirni         | Igor Andrejev / Nyikolaj Davigyenko | 5-1, 5-1            |
| 2.  | 2007. január 7.   | Doha, Katar          | Kemény      | Nenad Zimonjić        | Martin Damm / Lijendar Pedzs        | 6-1, 7-6(3)         |
| 3.  | 2007. május 6.    | München, Németország | Salak       | Philipp Kohlschreiber | Jan Hájek / Jaroslav Levinský       | 6-1, 6-4            |
| 4.  | 2008. június 15.  | Halle, Németország   | Fű          | Mischa Zverev         | Lukáš Dlouhý / Lijendar Pedzs       | 6-3, 4-6, 10-3      |